# Jashjash ibn Said ibn Asuad
Jashjash ibn Said ibn Asuad (en árabe: خَشْخَاش ٱبْن سَعِيد ٱبْن أَسْوَد‎, romanizado: Ḫašḫāš ibn Saʿīd ibn ʾAswad) y transliterado al castellano como Khashkhash, (nacido en Bayyāna, la actual Pechina, provincia de Almería, Andalucía) fue un almirante musulmán de Al-Ándalus.
En el 859 dirigió la flota omeya contra los piratas normandos que se encontraban en el Mediterráneo. Su fracaso permitió a los normandos saquear hasta el 862 el Mediterráneo (entre otros lugares, la isla de Ibiza).
De acuerdo con el historiador musulmán Abu al-Hasan 'Alī al-Mas'ūdī (871-957), Ḫašḫāš ibn Saʿīd ibn Aswad navegó a través del Océano Atlántico y descubrió una tierra anteriormente desconocida (Ard Marjhoola). En su libro Muruj adh-dhahab wa maadin aljawhar («Los campos de oro y las minas de joyas»), de 956, al-Mas'udi dice que Ḫašḫāš partió desde Delba (el actual Palos de la Frontera), cruzó el Atlántico en el 889 y volvió con un cargamento de tesoros valiosos:

En el océano de nieblas [el Atlántico] hay muchas curiosidades que hemos detallado en nuestro Akhbar az-Zaman, según lo que vimos allí nosotros y los aventureros que se internaron en él con riesgo de su vida, algunos de los cuales regresaron sanos y salvos, si bien otros perecieron en el intento. Cierto habitante de Córdoba, de nombre Jashjash, reunión un grupo de jóvenes conciudadanos y emprendió viaje por este océano. Tras largo tiempo regresó con un botín. Todos en al-Ándalus conocen esta historia

Algunos afirman que Cristóbal Colón tuvo acceso a las cartas marinas de al-Mas'ūdī en la corte real española. Sin embargo, esta teoría no ha tenido seguidores dentro de la comunidad científica.